# Gender a výzkum / Gender and Research
Gender a výzkum / Gender and Research je odborný transdisciplinární časopis, který vydává dvakrát ročně Sociologický ústav Akademie věd České republiky. Jedná se o jediné odborné periodikum vydávané v ČR se zaměřením na feministickou teorii a genderová studia. Aktuální číslo a archiv dosud publikovaných čísel je dostupný zde.
Časopis Gender a výzkum / Gender and Research je odbornou časopiseckou platformou přispívající k rozvoji mezioborových genderových studií v ČR. Vychází od roku 2000. Do roku 2016 byl vydáván pod názvem Gender, rovné příležitosti, výzkum. Teritoriálně je zaměřen jak na střední a východní Evropu, tak na další světové makroregiony. V časopise jsou publikovány články z oblasti sociálních a humanitních věd, jako např. filosofie, sociologie, politologie, historie, ekonomie, kulturní studia a další. Články vycházejí v češtině, slovenštině a angličtině. Lze zde nalézt vědecké statě, odborné eseje, recenze zahraniční a české odborné literatury se zaměřením na feministickou teorii a genderová studia, odborné rozhovory, zprávy z konferencí atd. Časopis je zařazen v mezinárodních citačních databázích (SCOPUS, ERIH PLUS, CEJSH, CEEOL aj.). Gender a výzkum / Gender and Research uplatňuje otevřený přístup k publikovaným textům (open access journal) a je zařazen do databáze DOAJ.
Šéfredaktorkou je od roku 2022 Marie Heřmanová, Ph.D., zástupkyní šéfredaktorky je Zuzana Uhde, Ph.D., která byla šefredaktorkou mezi lety 2006 a 2021. Dřívější zástupkyní byla PhDr. Hana Maříková, Ph.D. Časopis má mezinárodní vědeckou redakční radu.